# Sœurs de Notre Dame de La Salette
Les sœurs de Notre Dame de La Salette (en latin Congregatio Sororum Nostrae Dominae a La Salette) forment une congrégation religieuse féminine de droit pontifical.

## Histoire
La congrégation est née en 1964 de la fusion de deux instituts dédiées à Notre-Dame de La Salette : les sœurs réparatrices de Notre Dame de la Salette et les sœurs missionnaires de Notre-Dame de La Salette.
• Les sœurs réparatrices de Notre Dame de la Salette sont fondées par Henriette Deluy-Fabry (1828-1905). Après un pèlerinage à La Salette, elle décide de fonder une congrégation religieuse vouée à la réparation des blasphèmes et aux soins des pèlerins. En 1866, elle part à Rome pour confier son désir au Pie IX qui l'incite à poursuivre son projet puis écrit à Jacques Ginoulhiac qui l'encourage et désigne un vicaire pour l'aider à écrire les premières constitutions religieuses. Le 17 septembre 1871, Henriette prend l'habit avec six sœurs et le 20 décembre 1872, les sept premières religieuses réparatrices montent à la Salette pour se vouer à la prière et au service des pèlerins.
En 1876, elles sont appelés à Saint-Martin-le-Vinoux pour gérer l'asile sainte-Agnès qui soignent les enfants handicapés mentaux. À partir de 1880, elles pratiquent l'adoration perpétuelle en esprit de réparation dans la chapelle des Pénitents blancs de Grenoble. À la suite des lois anticléricales, leurs biens sont confisqués et les sœurs sont obligés de prendre un habit civil pour continuer à accueillir les pèlerins. Certaines d'entre elles ouvrent une maison à Dębowiec en 1911 où elles travaillent à l'école apostolique des Missionnaires de Notre-Dame de la Salette.
• Les sœurs missionnaires de Notre-Dame de La Salette sont fondées en 1930 par Célestin Crozet, supérieur général des missionnaires de la Salette, et érigées en congrégation diocésaine par l’ordinaire du lieu le 2 février 1930 ; les constitutions sont approuvées par l’évêque de Soissons le 25 octobre 1930. Des sœurs sont envoyées en Italie, à Tournai, au Canada, aux États-Unis, au Brésil et dans plusieurs villes de France (Lyon, Grenoble, Rennes, Gap, Autun, Chalon-sur-Saône, Saint-Désert et Rimont).
En 1955, les sœurs réparatrices demandent à s'unir avec les sœurs missionnaires. Le 20 janvier 1962, la congrégation pour les instituts de vie consacrée et les sociétés de vie apostolique donne son accord pour l'unification sous le nom de sœurs de Notre-Dame de La Salette puis son approbation officielle le 6 décembre 1965. Plusieurs chapitres ont lieu entre 1968 et 1981 pour développer de nouvelles constitutions qui sont approuvées le 17 mai 1986 par Gabriel Matagrin, évêque de Grenoble.
L'institut est reconnu de droit pontifical le 19 septembre 2022, date symbolique puisque l'apparition mariale de La Salette se serait produit le 19 septembre 1846.

## Fusion
Deux congrégations ont fusionné avec les sœurs de la Salette: 
- 2004 : Les Sœurs messagères de La Salette fondées en Angola et approuvées le 22 juillet 1997 par l'évêque de Benguela.

- 2013 : Les Sœurs de Jésus Rédempteur et de Marie-Médiatrice fondées en 1929 à Saint-Didier-en-Velay par Marie Thérèse Marze avec la collaboration des Rédemptoristes[7]. La congrégation est reconnue de droit diocésain par Norbert Rousseau, évêque du Puy[8].

## Activités et diffusion
Les sœurs de Notre-Dame de La Salette sont au service des diocèses.
Elles sont présentes en:
- Europe : France, Italie, Pologne
- Amérique : Brésil, Canada, États-Unis.
- Afrique : Algérie, Angola, Madagascar.
- Asie : Birmanie, Philippines.

En 2013, l'institut comptait 266 sœurs.